# Fischer Lipót (rabbi)
Fischer Lipót (Gálos, 1884 – ?) verseci főrabbi.

## Élete
Budapesten végezte el a rabbiszemináriumot, és a pesti egyetemen avatták bölcsészdoktorrá. Később verseci főrabbiként működött. Számos kisebb tudományos munkát bocsátott közre. Sok kritikát és könyvismertetést írt. Különösen a babiloni talmud körébe vágó kutatásaival tűnt fel. Szerkesztője volt a Jevrejski Almanach című zsidó évkönyvnek, amely szerb és horvát nyelven jelent meg. 